# Stazione di Piedicolle
La stazione di Piedicolle (in sloveno Podbrdo) è una stazione ferroviaria posta sulla linea Jesenice–Trieste, a servizio del piccolo centro abitato di Piedicolle, nel territorio comunale di Tolmino.

## Storia
La stazione fu attivata il 19 luglio 1906, con il nome di Podbrdo, all'apertura della linea Jesenice–Trieste, facente parte della ferrovia Transalpina. La stazione fu costruita allo sbocco della lunga galleria di Wochein, che valicava lo spartiacque alpino.
Dopo la prima guerra mondiale, con l'annessione della zona al Regno d'Italia, la stazione, come il centro abitato, venne ribattezzata Piedicolle, e divenne punto di confine fra le Ferrovie dello Stato (Regno d'Italia) e quelle del Regno di Jugoslavia nel 1923. Pertanto si resero necessari lavori di ampliamento del fabbricato viaggiatori e del piazzale dei binari, per le nuove necessità tecniche e doganali.
Dopo la seconda guerra mondiale l'intera zona fu assegnata alla Jugoslavia, e la stazione, tornata ad assumere il nome originario di Podbrdo, perse lo status di stazione di confine, così come l'importanza fino ad allora detenuta.
Dal 1991 appartiene alla rete slovena (Slovenske železnice).

### Esplicative
1. ↑  La galleria di Wochein venne ribattezzata in "galleria di Piedicolle" dopo l'annessione all'Italia (1920), e in "galleria di Bohinj" dopo l'annessione alla Jugoslavia (1947).

### Bibliografiche
1. ↑   Orario del 1914, su i301.photobucket.com.
2. ↑  R.D. 29 marzo 1923, n. 800